# Radio Nova
Pour les articles homonymes, voir Nova (homonymie).
Ne pas confondre avec la station de radio finlandaise Radio Nova.
Radio Nova est une radio FM musicale française, fondée et dirigée entre 1981 et 2007 par Jean-François Bizot, née de la fusion de deux stations locales FM « libres », Radio Ivre et Radio Verte.
La radio est réputée pour sa programmation musicale particulière, à la fois éclectique et férue de nouveautés. La station est rachetée en 2015 par le banquier d'affaires Matthieu Pigasse.

## Historique
En 1977, pour appuyer la campagne municipale pour la ville de Paris Paris Écologie de Brice Lalonde, Radio Verte est lancée sous l'impulsion d'Antoine Lefébure et Andrew Orr, un journaliste et producteur irlandais bercé par Radio Caroline et qui signe des documentaires pour l'Atelier de création radiophonique sur France Culture,. D'autre part, la station « pirate » parisienne Radio Ivre créée en 1979 propose à sa collègue « libre » de réunir leurs forces autour d'une fréquence FM commune. La station Nova-Ivre est alors créée. Dès l'élection de François Mitterrand, Radio Verte et Radio Ivre sont ainsi absorbées par Radio Nova, le 25 mai 1981, sous l'égide de Jean-François Bizot avec le soutien du mensuel Actuel. En 1987, elle fusionne avec Ark en Ciel FM, la radio de Bertrand Him lors de la seconde attribution de fréquence par la CNCL.
À partir de 1998, Radio Nova obtient des fréquences en France au-delà de Paris. En 2011, la station quitte le GIE des Indés Radios dont elle est membre jusqu'alors.
L’homme d’affaires Matthieu Pigasse annonce, le 16 septembre 2015, avoir finalisé le rachat de Nova Press, et donc de Radio Nova, à titre personnel, sans coactionnaire. En décembre 2019, Emmanuel Hoog devient le directeur général de Nova Press, qui comprend notamment Radio Nova, succédant ainsi à Bernard Zekri.
En mai 2020, Radio Nova entre dans le dépôt légal de l'INA, assurant ainsi l'archivage de l'intégralité du programme diffusé à l'antenne.

## Identité de la station

### Logos

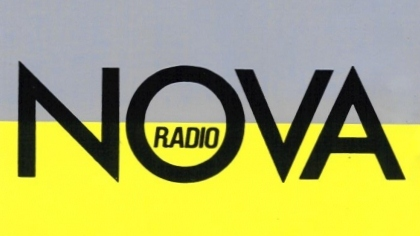
Ancien logo de Radio Nova de 1981 à 1995
Ancien logo de Radio Nova de 1995 à 2008
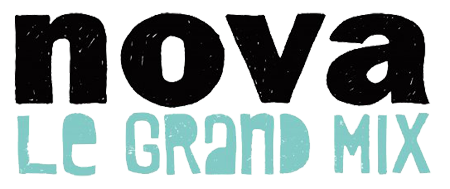
Logo de Radio Nova de 2008 à 2024
Logo actuel de Radio Nova depuis 2024

### Une radio découvreuse de talents et de styles musicaux
Au fil de son histoire, Radio Nova, en marge de la mode musicale, où passent les premiers freestyles de groupes comme Assassin ou NTM, a fait connaître de nouveaux courants musicaux : le hip-hop, la « sono mondiale » (ou world music), les musiques électroniques, etc. Aujourd'hui, elle revendique sa programmation comme un "grand mix".
La station a accueilli de nombreux animateurs « branchés » de la vie parisienne nocturne, et devint une sorte de pépinière pour la chaîne Canal+ : Karl Zéro et Daisy d'Errata  (Les Jalons, Vive la France, la Vie Fantastique des Vedettes), David Blot (Blot Job), Ivan Smagghe (avec son magazine musical « Test » et la complicité de Gilles Peterson, invité), Erik Rug (et son mix hebdomadaire "Waxgroove"), Luca Minchillo (« Le Fanfaron »), Rémy Kolpa Kopoul (« Les Voyages Improbables » et « PérégriNova »), Édouard Baer (« La Grosse Boule » ; « Secrets de femmes »), Frédéric Taddeï (« Aujourd'hui, j'ai lu pour vous »), Jean Croc (« Cocktail Time », « le Pudding »), Ariel Wizman (« la Grosse Boule », « Cocktail Time »), Nicolas Errèra (« le Pudding »), Aline Afanoukoé (« le Novamix », « les Nuits Zébrées »), Philippe Vecchi (« le Nova Club »), Jamel Debbouze (« Le K-X », « Le Cinéma de Jamel »), Nicolas Saada (« Nova fait son cinéma »). De plus, des artistes comme Philippe Krootchey (L’Agence des voyages sonores), Omar et Fred, Jean-Yves Lafesse, Laurent Garnier, DJ Deep, Manu Le Malin, Dee Nasty, Black Sifichi, Dj Gilb'r… furent résidents de la station. On y croise également des écrivains, Christine Jacquet, Philippe Di Folco, Camille de Toledo, des journalistes ou des animateurs « inclassables » comme Henry Chapier, Raoul Rabu(t), Patrick Thévenin, Emmanuel de Brantes, Marc-Alexandre Millanvoye…
La station a aussi permis à Grünt, une émission mettant en scène des freestyles rap, de voir le jour, en leur laissant utiliser leur équipement pour les enregistrements des premiers freestyles.
En octobre 2017, Radio Nova est mise en demeure par le CSA du fait du non-respect, entre décembre 2016 et février 2017, des taux de diffusion de chanson d'expression française.
En novembre 2017, la radio lance trois webradios différentes du programme national et des décrochages locaux de Bordeaux et Lyon, ces trois flux (Nova V.F, Nova la Nuit et Nova Vintage) permettant aux auditeurs d'explorer plus en profondeur l'univers musical de Nova. Le 30 mars 2018, la radio lance en collaboration avec le festival Longueur d'ondes le Prix SACD - Radio Nova pour l’écriture de fictions sonores courtes.

### Le groupe Nova Press
La station fait partie du groupe Nova Press, qui édita également un mensuel, Nova Magazine et exploite un label de disque Nova Records et la station TSF Jazz (Paris 89,9 MHz). Nova Magazine a interrompu sa parution en décembre 2004, après dix ans d'existence. Jean-François Bizot, dans le dernier édito, explique : « Nous, soutiens de la presse et fiers de l'être, avons vécu le grignotage de la souris. Ben oui, gratuit sur le Net, gratuit dans le métro, gratuit à la radio et qui vous en voudra de sauter au-dessus du cadavre de Gutenberg ? ».
En octobre 2014 le groupe Novapress cherche des investisseurs intéressés par Radio Nova pour ouvrir son capital. À cette date, selon son directeur Bruno Delport, le groupe est rentable, mais ne dispose pas des moyens de se développer. Libération serait candidat au rachat du groupe, en concurrence avec le groupe NRJ, NextRadioTV, Les Inrocks, Didier Quillot et Fiducial.
En mai 2015, Matthieu Pigasse (propriétaire des Inrocks) entre en négociation exclusive pour racheter le groupe, ce qu'il annonce avoir fait le 16 septembre 2015.

## Programmation
La radio est réputée pour sa programmation musicale différente, éclectique et à la recherche de nouveautés.
En premier lieu, Nova se spécialise dans le rock alternatif, le post-punk, la new wave, la techno et la pop anglaise. La publicité arrive alors à l'antenne, modifiant la nature « libertaire et pirate » des origines. Le scénario du film L'Anniversaire réalisé par Diane Kurys, n'est pas sans rappeler cet épisode.
À partir de 1985, Nova choisit de diffuser de la world music (originellement appelée « sono mondiale »). Vers 1988, la programmation musicale change pour devenir principalement reggae, funk et accueillir les premiers rappeurs français. Vers 1991, Nova se tourne vers l'acid jazz. En 1993, elle accompagne l'émergence des musiques électroniques, notamment la French touch. En 1999, La programmation musicale est principalement chill-out, ambient, drum and bass.
Radio Nova fête en 2011, le 11/11/11 à 11 heures très exactement, ses 30 ans en réalisant une émission de 30 heures animée par 30 animateurs répartis sur tous les fuseaux horaires.
En août 2024, la radio annonce une nouvelle émission pour la rentrée intitulée « La dernière », animée par trois personnalités issues de l’émission Par Jupiter! de France Inter: Guillaume Meurice, licencié par Radio France en juin dernier à la suite d'une blague comparant le premier ministre israélien, Benyamin Nétanyahou à « une sorte de nazi, mais sans prépuce » ce qui lui vaut des accusations de propos antisémites classés sans suite, Juliette Arnaud et Aymeric Lompret, rejoints par Pierre-Emmanuel Barré. L'émission est enregistrée en direct et en public au théâtre L'Européen. Les circonstances de la fin de l'émission de France Inter lui valent une forte couverture médiatique. Selon Guillaume Meurice, cette émission est à l’initiative de Matthieu Pigasse,,,.

## Prix
Radio Nova remporte le prix de la « meilleure émission de radio » au Grand Prix des Médias CB News, à deux reprises au moins, en septembre 2017, pour sa matinale Plus près de toi animée par Édouard Baer, et en septembre 2021 pour sa matinale Un Nova Jour se Lève, animée par Armel Hemme et Sarah-Lou Bakouche,.

## Diffusion

### EnFM
Le 14 mars 2017, Radio Nova étend sa diffusion en s'associant localement avec la station associative lyonnaise RTU (Radio Trait d'Union), laquelle passe ainsi de la catégorie A à la catégorie C.
Aussi, Radio Nova est diffusée sur 29, fréquences en France et en Corse.

### En numérique terrestre (Digital Audio Broadcasting)
- ABBEVILLE
- AGEN
- ALBI
- ALENÇON
- ALÈS
- AMIENS
- ANGERS
- ANGOULÊME
- ANNECY
- ANNEMASSE
- ARCACHON
- AUCH
- AVIGNON
- BAGNOLS-SUR-CÈZE
- BAR-LE-DUC
- BAYONNE
- BAZAS
- BEAUNE
- BELFORT
- BESANÇON
- BÉTHUNE
- BÉZIERS
- BIARRITZ
- BLOIS
- BORDEAUX
- BOULOGNE-SUR-MER
- BREST
- BRIGNOLES
- CAEN
- CALAIS
- CANNES
- CARCASSONNE
- CASTRES
- CHALON-SUR-SAÔNE
- CHAMBÉRY
- CHÂTEAULIN
- CHÂTELLERAULT
- CHOLET
- COLMAR
- COMMERCY
- DESCARTES
- DIJON
- DINAN
- DOLE
- DOUAI
- DUNKERQUE
- ÉPINAL
- FOUGÈRES
- FORBACH
- GUINGAMP
- HYÈRES
- LA FLÈCHE
- LA ROCHE-SUR-YON
- LA ROCHELLE
- LANNION
- LE HAVRE
- LE MANS
- LENS
- LESPARRE-MÉDOC
- LIBOURNE
- LILLE
- L'ISLE-JOURDAIN
- LONS-LE-SAUNIER
- LORIENT
- LOURDES
- LUNÉVILLE
- LYON
- MARMANDE
- MARSEILLE
- METZ
- MONTARGIS
- MONTAUBAN
- MONTBÉLIARD
- MONTPELLIER
- MORLAIX
- MULHOUSE
- NANCY
- NANTES
- NARBONNE
- NICE
- NÎMES
- NIORT
- NOGENT-LE-ROTROU
- ORLÉANS
- PARIS
- PAU
- PIGNANS
- PLOËRMEL
- POITIERS
- PONT-L'ÉVÊQUE
- PORT-SAINTE-MARIE
- QUIMPER
- RENNES
- ROANNE
- ROCHEFORT
- ROUEN
- SAINT-BRIEUC
- SAINT-DIÉ-DES-VOSGES
- SAINT-ÉTIENNE
- SAINT-GIRONS-D'AIGUEVIVES
- SAINT-NAZAIRE
- SAINT-QUENTIN
- SAINT-RAPHAËL
- SAINTES
- SARREGUEMINES
- SAUMUR
- SÈTE
- STRASBOURG
- TARBES
- THIONVILLE
- TOULON
- TOULOUSE
- TOURS
- VALENCIENNES
- VANNES

- VILLEFRANCHE-SUR-SAÔNE

### Par satellite
Radio Nova est disponible également sur l'offre radio de Canal (ex-Canalsat). Elle est diffusée en numérique clair sur le satellite Astra 19,2° Est qui alimente aussi les émetteurs FM.

### Sur Internet
L'écoute de Radio Nova peut se faire sur son site web nova.fr et sur son application disponible sur iOS et Android.
La station est aussi disponible sur l'agrégateur TuneIn.

## Fooding
En 2000, sous la direction de Jean-François Bizot et d’Alexandre Cammas, naît le premier Guide Fooding, hors-série de Nova Magazine. Cette publication a pour ambition de proposer à ses lecteurs une nouvelle approche des plaisirs de la table, moins classique et plus ouverte que celle des guides gastronomiques concurrents. En 2017, « Fooding » est également la marque d'un guide de restaurants en ligne (lefooding.com) et d'événements gastronomiques.